# Österreichische Gesellschaft für Gefäßchirurgie
Die Österreichische Gesellschaft für Gefäßchirurgie (Gesellschaft für Vasculäre und Endovasculäre Chirurgie), abgekürzt ÖGG, ist ein österreichischer Verein mit Sitz in Wien.
Vereinszweck ist die Förderung der Forschung und fachliche und gesellschaftliche Entwicklung auf dem Gebiet der Gefäßchirurgie; die Lehre und Krankenversorgung ohne Streben nach wirtschaftlichem Gewinn im Sinne des Gemeinwohls zum Nutzen der Patienten.
Dieses Ziel soll durch wissenschaftliche Tagungen, persönliche Kontakte der Mitglieder und andere Mittel erreicht werden. Die Tätigkeit der ÖGG erstreckt sich über das Bundesgebiet von Österreich.

## Geschichte
Der Verein wurde 1968 gegründet und umfasste im Jahre 2011 ca. 220 Mitglieder. Als erste deutschsprachige Fachgesellschaft stand die ÖGG Pate für die Deutsche Gesellschaft für Gefäßchirurgie und die Schweizerische Gesellschaft für Gefäßchirurgie, mit denen gemeinsam alle drei Jahre eine Tagung organisiert wird.

## Organe
Der Verein verfügt über folgende Organe:
- Vorstand
- Erweiterter Vorstand (Beirat)
- Hauptversammlung
- Schiedsgericht
- Kassenrevisoren

### Vorstand 2013/2014
- Präsident 2013/2014: Franz Hinterreiter, Linz
- 1. Stellvertretende Präsidentin: Tina Cohnert, Graz (Präsidentin der nächsten Funktionsperiode 2015/2016)
- Generalsekretär: Thomas Tauscher, Innsbruck

### Vorstand 2015/2016
- Präsidentin 2015/2016: Tina Cohnert, Graz
- 1. Stellvertretender Präsident: Thomas Hölzenbein, Salzburg (Präsident der nächsten Funktionsperiode 2017/2018)
- Generalsekretär: Thomas Tauscher, Innsbruck

## Mitglieder
Der Verein setzt sich aus ordentlichen Mitgliedern, affiliierten Mitgliedern, korrespondierenden Mitgliedern, Ehrenmitgliedern und unterstützenden Mitgliedern zusammen:
- Ordentliche Mitglieder können jene in- und ausländischen Personen werden, die sich mit der Gefäßchirurgie beschäftigen.
- Affilierte Mitglieder können jene in- und ausländischen Personen werden, die sich in Forschung, Lehre oder praktischer Tätigkeit mit dem gefäßchirurgischen Umfeld im weitesten Sinne beschäftigen.
- Zu korrespondierenden Mitgliedern können verdienstvolle Ärzte und Wissenschaftler von der Hauptversammlung auf Vorschlag eines ordentlichen Mitglieds nach Zustimmung durch den Vorstand gewählt werden.
- Zu Ehrenmitgliedern können von der Hauptversammlung auf Vorschlag eines ordentlichen Mitglieds nach Zustimmung durch den Vorstand solche Persönlichkeiten gewählt werden, die sich besondere Verdienste um die angiologisch-gefäßchirurgische Forschung und um die Ziele der Gesellschaft erworben haben.
- Als unterstützende Mitglieder können physische oder juristische Personen sowie Firmen aufgenommen werden, die im Zusammenhang mit ihrem Betrieb an der Weiterentwicklung der ärztlichen Wissenschaft und Praxis besonderes Interesse haben. Die folgenden Unternehmen sind unterstützende Mitglieder (Stand 2011): Asanus Medizintechnik GmbH, B. Braun Melsungen, C. R. Bard GmbH, Bayer AG, BY WASS GmbH, Ethicon, MAC's Medical Group, Maquet GmbH & Co KG, UCB S.A., Vascutek Deutschland GmbH, W. L. Gore & Associates, Johannes Zodl Jotec

## Hans von Haberer Ehrenurkunde

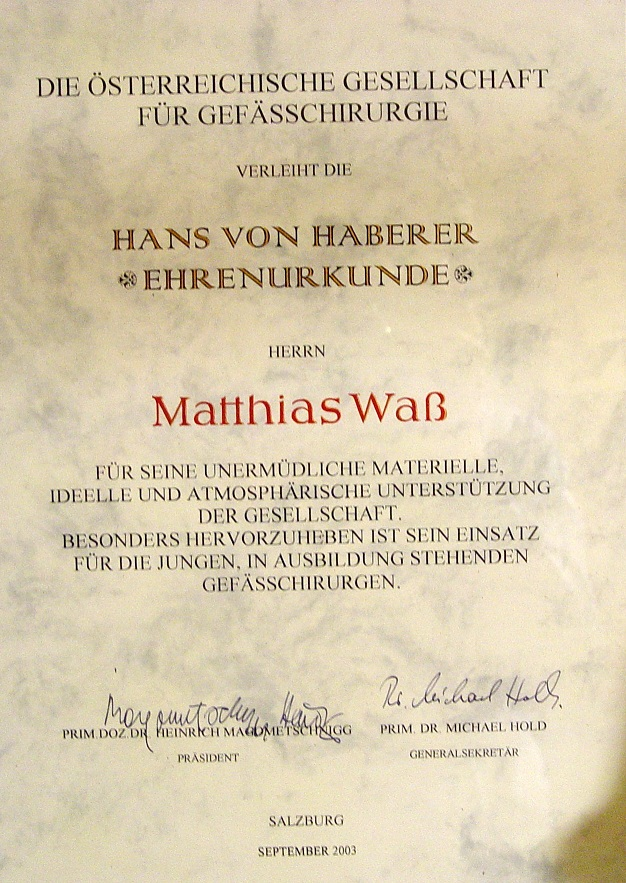

Die ÖGG verleiht in unregelmäßigen Abständen die Hans von Haberer Ehrenurkunde, die dem berühmten verstorbenen österreichischen Chirurgen Hans von Haberer gewidmet ist. Die Urkunde wird ausschließlich an Repräsentanten aus der Wirtschaft und Industrie für besondere Dienste und Leistungen zur Förderung der Gefäßchirurgie in Österreich vergeben.